# Філіп Більбія
Філіп Більбія (нім. Filip Bilbija, нар. 24 квітня 2000, Берлін, Німеччина) — німецький футболіст, півзахисник клубу «Падерборн».

## Ігрова кар'єра
Грати у футбол Більбія починав у молодіжних командах клубів «Герта» (Целендорф) та «Інгольштадт 04». Саме у складі останнього футболіст дебютував на професійному рівні у липні 2019 року у турнірі Ліги 3. За результатами сезону 2020/21 разом з командою Більбія через перехідний плей-офф вийшов до Другої Бундесліги.
У червні 2022 року Більбія підписав чотирирічний контракт з «Гамбургом».